# Erika Espeseth Skarbø
Erika Espeseth Skarbø (* 12. Juni 1987 in Ålesund, Norwegen) ist eine norwegische ehemalige Fußballspielerin. Die Torfrau stand lange beim norwegischen Verein Arna-Bjørnar unter Vertrag und spielte für die norwegische Nationalmannschaft, mit der sie an der WM 2011 teilnahm.

## Werdegang
Skarbø durchlief alle Jugend-Nationalmannschaften. 2003 wurde sie mit der U-19 Vizeeuropameister, 2004 schied sie mit Norwegen dagegen bereits in der Gruppenphase aus. 2005 erreichte sie mit der U-21-Mannschaft beim Nordic Cup das Finale. Am 28. August 2005 spielte sie sowohl mit der U-19 als auch mit der U-21-Mannschaft gegen Schweden, verlor mit der U-19 0:1 und gewann mit der U-21 2:0. Mit der U-23-Mannschaft wurde sie 2007 beim Nordic Cup Dritte.
2007 stand sie im Kader für die Fußball-Weltmeisterschaft der Frauen 2007 in China, kam aber nicht zum Einsatz. Ihr erstes A-Länderspiel machte sie am 5. März 2008 beim Algarve-Cup in einem mit 4:2 gewonnenen Spiel gegen Italien. Nach dem Rücktritt von Bente Nordby wurde sie zur Stammtorhüterin und machte 2008 insgesamt 13 A-Länderspiele, davon alle vier Spiele bei den Olympischen Spielen in Peking, wo ihr Team im Viertelfinale gegen Brasilien verlor. Aufgrund einer Operation am Handgelenk konnte sie 2009 nicht spielen und auch nicht an der EM in Finnland teilnehmen.
Sie verlor ihren Stammtorhüterposten an Ingrid Hjelmseth und machte 2010 nur zwei U-23-Länderspiele. 2011 wurde sie vor Nominierung des WM-Kaders nur zweimal in der A-Mannschaft eingesetzt, aber in den WM-Kader für die WM 2011 berufen und im Testspiel gegen Deutschland in der zweiten Halbzeit eingewechselt.
Bei der WM kam sie zunächst nicht zum Einsatz. Im letzten Gruppenspiel wurde sie in der Halbzeitpause für die verletzte Ingrid Hjelmseth eingewechselt. Da Norwegen das Spiel gegen Australien verlor, war die WM damit aber für Norwegen erstmals in der Vorrunde beendet. Danach wurde sie nicht wieder eingesetzt.